# Weber State Wildcats

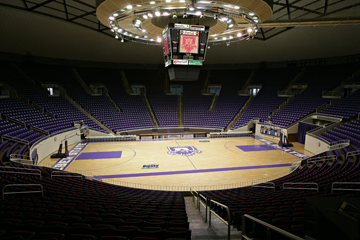
Dee Events Center.

Weber State Wildcats (español: Gatos monteses de la Estatal de Weber) es el equipo deportivo de la Universidad Estatal de Weber, situada en Ogden (Utah). Los equipos de los Wildcats participan en las competiciones universitarias organizadas por la NCAA, y forma parte de la Big Sky Conference.

## Programa deportivo
Los Wildcats participan en las siguientes modalidades deportivas:
| - Masculino - Baloncesto - Cross - Golf - Fútbol americano - Atletismo - Tenis | - Femenino - Baloncesto - Cross - Golf - Fútbol - Tenis - Atletismo - Softbol - Voleibol |

### Baloncesto
El equipo de baloncesto de Weber State se ha clasificado en 14 ocasiones para disputar la fase final del Torneo de la NCAA, siendo su mejor clasificación en 1972, cuando llegó a octavos de final. Ha ganado también 7 campeonatos de la Big Sky Conference. Varios Wildcats han llegado a la NBA a lo largo de la historia, destacando entre ellos Damian Lillard, elegido Rookie del Año de la NBA durante el curso 2012-13 y All-Star.